# Adelheid von Carolath-Beuthen

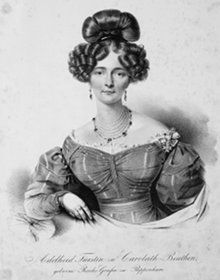
Adelheid von Carolath-Beuthen, um 1830

Fürstin Adelheid von Carolath-Beuthen, geb. Gräfin Pappenheim (* 3. März 1797 in Pappenheim; † 29. April 1849 in Dresden) war eine deutsche Autorin, Briefschreiberin und Landschaftsmalerin.
Sie verkehrte und korrespondierte unter anderem mit Johann Wolfgang von Goethe und Ottilie von Goethe, Rahel und Karl August Varnhagen von Ense, Bettina von Arnim und Hermann von Pückler-Muskau.
Adelheid von Carolath-Beuthen hat einen umfangreichen schriftlichen Nachlass (Briefe, Manuskripte und Lebensdokumente) hinterlassen, der als Dauerleihgabe in der Forschungsstelle Pückler-Archiv der Stiftung Fürst-Pückler-Museum Park und Schloss Branitz aufbewahrt wird.

## Leben und Wirken
Adelheid wurde als erstes Kind von Lucie von Hardenberg – Tochter des Staatskanzlers Karl August von Hardenberg – und
Karl Theodor von Pappenheim in Pappenheim geboren. Zwei Geschwister starben kurz nach der Geburt. Nach der räumlichen Trennung der Eltern im Jahr 1802 (1817 erfolgte die Scheidung) ließ sich Adelheid nach Zwischenstationen in Dennenlohe, Hamburg und Frankfurt am Main zunächst mit ihrer Mutter Lucie und deren Pflegetochter Helmine Lanzendorf (um 1799–1843,
verheiratete von Blücher) in Berlin nieder. Hier entstand auch das erste nachgewiesene Porträt Adelheids. Der Maler Wilhelm Hensel fertigte um 1816 Bleistiftzeichnungen von Adelheid und ihrer Mutter an und verewigte die Gezeichneten in dem Gedicht Malers Abschied von seiner Werkstatt in der Strophe:
O Dreiblatt deutscher huldiger Gräfinnen,

Sieh nicht so lieblichfesselnd zu mir her!

Die Freiheit ruft – der Maler eilt von hinnen,

Wird auch das Scheiden seiner Seele schwer.
Ein weiteres Gemälde von Gerhard von Kügelgen befindet sich in Privatbesitz und als Kopie im Schloss Branitz. Ein Gemälde von Friedrich Raschke, das im Jahr 1818 entstanden ist und Adelheid als Fürstin mit einer Rose in der Hand zeigt, ist verschollen und nur in einer historischen Fotografie überliefert. Eine Lithographie mit dem Porträt Adelheids ist in den Erinnerungsbüchern des Fürsten Hermann von Pückler-Muskau erhalten geblieben.
In Berlin lernten Adelheid, Helmine und Lucie den Reiseschriftsteller und Gartenkünstler Hermann von Pückler-Muskau kennen. Lucie heiratete Pückler-Muskau im Herbst 1817 und widmete sich fortan gemeinsam mit ihm der Anlage und Gestaltung des berühmten Muskauer Landschaftsgartens. Adelheid hatte bereits am 1. Juli 1817 den Fürsten Heinrich zu Carolath-Beuthen geheiratet und war ihm in die Standesherrschaft in Schlesien gefolgt.
Adelheids Lebensmittelpunkt war fortan das Schloss von Carolath (heute Siedlisko), das über zahlreiche Gebäudekomplexe, einen Gartensaal, einen Fürstensaal, eine der größten Privatbibliotheken Schlesiens und weitläufige parkähnliche Anlagen verfügte. Das Schloss ist heute eine Ruine. Aus der Ehe mit dem Fürsten Heinrich, die von gemeinsamen musischen Interessen und gegenseitiger Wertschätzung geprägt war, gingen die zwei Töchter Lucie (1822–1901) und Adelheid (1823–1841) hervor.
Rahel Varnhagen, mit der Adelheid befreundet war und eine langjährige Korrespondenz pflegte, nannte Adelheids Töchter „Modell-Kinder“ und auch die Fürstin Liegnitz, morganatische Gattin von Friedrich Wilhelm III., fühlte sich sehr zu den beiden Mädchen hingezogen. Der Musiker Johann Nisle widmete den beiden ein Musikstück.

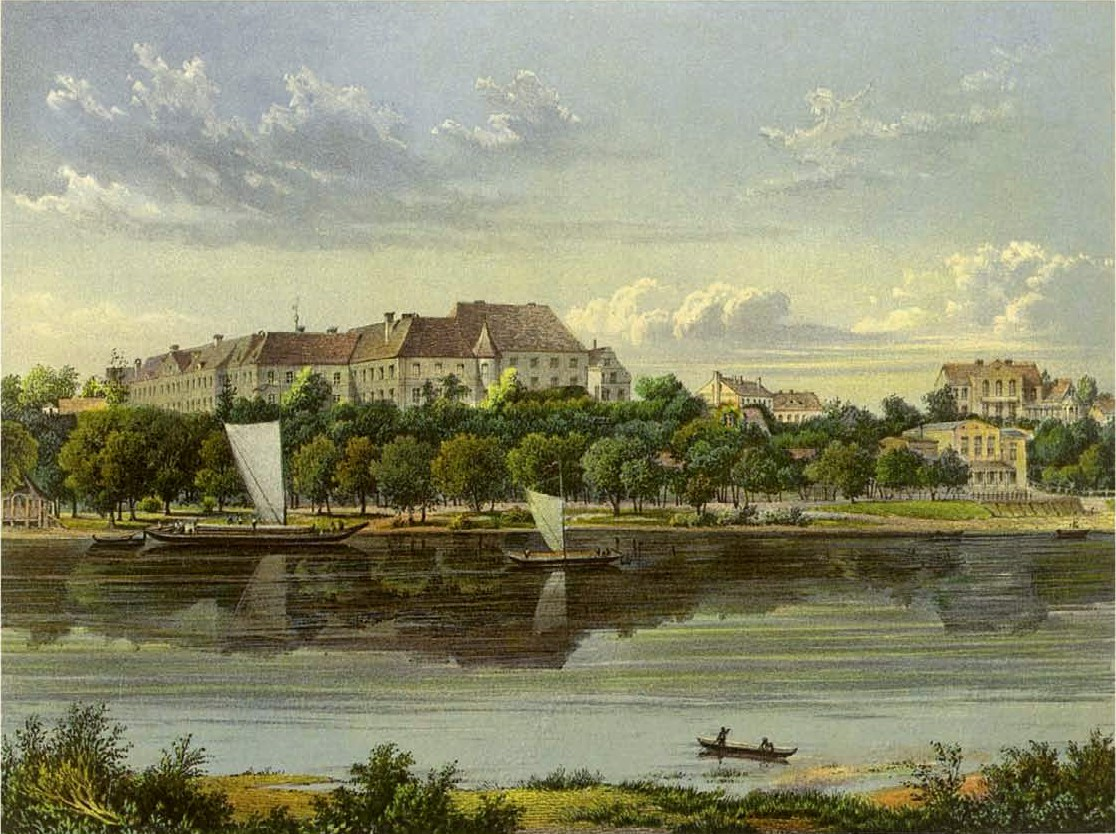
Schloss Carolath, Sammlung Duncker

Adelheid von Carolath-Beuthen pflegte enge Beziehungen zum preußischen Hof, vor allem zu Friedrich Wilhelm III. In ihrem Nachlass sind Briefentwürfe an den König erhalten geblieben. Die preußischen Prinzen und Angehörige des Hofes waren häufiger zur Jagd in dem nahe bei Carolath gelegenen Jagdhaus Heinrichslust zu Gast. In Carolath wirkte in den 1820er Jahren auch der preußische Forstwissenschaftler Wilhelm Pfeil. Dieser findet mehrmals in Briefen Adelheids Erwähnung.
In Carolath widmete sich Adelheid der musischen Ausbildung und Erziehung ihrer Töchter sowie ihren eigenen künstlerischen Interessen. Dazu zählten vor allem ihre Tätigkeiten als Verfasserin von Briefen, Gedichten, Romanentwürfen und als Landschaftsmalerin. Außerdem förderte sie die Gründung von Einrichtungen zur Bildung und Erziehung von Mädchen in Schlesien.
Gemeinsam mit ihrer Mutter Lucie von Pückler-Muskau gestaltete sie einzelne Anlagen des Parks von Carolath. Unterstützt wurden sie dabei von den Muskauer Gärtnern Eduard Petzold und Jacob Heinrich Rehder. Ein im Carolather Oderwald gelegenes Cottage, das sich am Englischen Haus im Muskauer Park orientierte, entstand in den frühen 1830er Jahren. An den Planungen war anfangs auch Karl Friedrich Schinkel beteiligt. Darauf weisen Aussagen im Briefwechsel zwischen Lucie von Pückler-Muskau und Adelheid von Carolath-Beuthen hin. In späteren Jahren war in dem im neugotischen Stil erbauten Cottage der mit dem Fürsten Heinrich befreundete Dichter Emanuel Geibel zu Gast. Das Cottage bekam deshalb den Namen Geibelhäuschen. Bis auf Wegestrukturen, einen historischen Baumbestand und einige historische Ziegel ist nichts von dem Cottage erhalten geblieben.
Auch das Terrain um die in den 1840er Jahren im klassizistischen Stil erbaute Villa Adelheid, die in Sichtweise des Carolather Schlosses liegt und heute eine Schule beherbergt, wurde auf Anregungen Adelheids von Lucie von Pückler-Muskau gestaltet. Das zur Oder hin abschüssige Terrain wurde terrassiert und mit Wegen ausgestattet.
Impulse in gartenkünstlerischen Fragen erhielt Adelheid von Carolath-Beuthen zudem von der Herzogin Dorothea von Sagan, die in unmittelbarer Nachbarschaft lebte und mit der sie freundschaftlich verbunden war. Dorothea hatte in Sagan und in Günthersdorf Landschaftsgärten anlegen lassen und tauschte sich in landschaftsgestalterischen Fragen auch mit Adelheids Stiefvater Hermann von Pückler-Muskau aus.
Das Leben in Carolath wurde immer wieder von zahlreichen Reisen unterbrochen. Ihre Sommerfrischen verbrachte die Fürstin Adelheid häufig in Bad Gastein. Hier entstanden unter anderem das Gedicht Die Aussicht und eine Zeichnung des Gasteiner Wasserfalls. Der Wasserfall war ein beliebtes Motiv der Zeit und wurde unter anderem auch von Karl Friedrich Schinkel gezeichnet.
Die weiteste Reise führte die Fürstin Carolath im Jahr 1830 nach England, wo sie an den Krönungsfeierlichkeiten für Wilhelm IV. teilnahm. Mit Queen Adelaide war sie verwandtschaftlich und freundschaftlich verbunden. Im Nachlass Adelheid von Carolath-Beuthens sind Briefe der Queen Adelaide erhalten geblieben. Anlässlich des Aufenthaltes der Carolaths in England erschien eine Artikelserie in der Times. Der Bildhauer Peter Turnerelli fertigte eine Büste von Adelheids Tochter Lucie an, über deren Verbleib allerdings nichts bekannt ist.
Adelheid führte ein Reisetagebuch, das sie ursprünglich veröffentlichen wollte. Allerdings ist nur ein kleiner Teil davon in einem Buch ihrer Enkelin Adly von Pückler publiziert. Die Publikation gibt Adelheids Aufzeichnungen über ihre Begegnung mit Goethe wieder. Am 30. August 1830 traf Adelheid von Carolath-Beuthen im Weimarer Haus am Frauenplan mit Goethe und dessen Schwiegertochter Ottilie zusammen. Goethe gab ihr einen Kuss und regte sie zu einer Veröffentlichung ihrer Gedichte in der von Ottilie von Goethe redigierten Zeitschrift Chaos an. Dort erschienen im Jahr 1831 die Gedichte Meinem Heinrich zu seinem Geburtstage. 29ten November und Im Herbst 1821 gedichtet. Verse wie die folgenden künden von einem ausgeprägten Naturempfinden der Fürstin:
Wenn kühle Abendlüfte säuseln,

In schöner Sommernacht;

Im Strome Silberwellen kräuseln,

Erinnerung erwacht.

Wenn auf der Wiese Nebel schweben,

In duftiger Gestalt;

Da mahnet mich ein sanftes Beben

An Zeiten, die verhallt.
Ein Brief Adelheids an Goethe vom 31. Dezember 1830 ist im Weimarer Goethe- und Schiller-Archiv erhalten geblieben. Mit Ottilie von Goethe stand sie in losem Kontakt. Zwei Briefe Adelheids an Ottilie befinden sich ebenfalls im Archiv in Weimar.

## Letzte Jahre, Tod und Begräbnis
Die letzten Lebensjahre Adelheids waren von zunehmender Krankheit und schweren Schicksalsschlägen überschattet. Im Jahr 1841 starb ihre Tochter Adelheid auf einer Reise durch Süddeutschland, vermutlich an den Pocken. Im Jahr 1843 verlor sie ihre Freundin und Pflegeschwester Helmine von Blücher, mit der sie aufgewachsen war und zeitlebens in engem Kontakt grestanden hatte. Auch die Unruhen der Revolution im März 1848, die Adelheid in Berlin hautnah miterlebte, erschütterten sie und trugen zu einer Destabilisierung ihrer physischen und psychischen Verfassung bei. Die Fürstin starb vermutlich an einem Nervenleiden am 29. April 1849 in Dresden und wurde wenige Tage später unterhalb des einst für
sie erbauten Aussichtspunktes „Adelheidshöh“ in Carolath bestattet. Die Gruft existiert noch. Der Dichter Oskar Hartig verfasste 1849 das Gedicht Die Gruft der Fürstin Adelheid zu Carolath-Beuthen, geb. Reichsgräfin zu Pappenheim. Darin heißt es unter anderem:

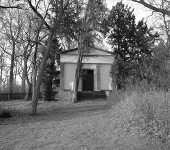
Begräbnisstätte von Adelheid von Carolath-Beuthen in Carolath (Siedlisko)

Dort ruht sie nun! - Am Fuße jener Höhe

Die ihren Namen in die Nachwelt trägt;

Daß sie des Zephirs milder West umwehe,

Manch banges Herz Ihr weine tief bewegt!

Dort ruht sie nun!-

Von Aller Blick geschauet,

Vom Sonnenstrahl, vom Sternenschein umglänzt,

Von der Naturen Labetrunk bethauet -

Von der Naturen Blumenflor umkränzt.

## Freundschaft mit Rahel Varnhagen
Adelheid von Carolath-Beuthen verband eine langjährige Freundschaft mit Rahel Varnhagen von Ense, die sie bereits 1815 in Frankfurt am Main kennengelernt hatte. Rahel schrieb im Dezember desselben Jahres der damals 18-jährigen Adelheid ins Stammbuch:
„Das Beste was gesagt werden kann, ist doch nur das, welches am besten ausdrückt, was nicht gesagt werden kann.“
Schriftliches Zeugnis der Freundschaft ist ein über zwei Jahrzehnte geführter und recht umfangreicher Briefwechsel, der sich in der Sammlung Varnhagen (derzeit in der Jagiellonen-Bibliothek
Krakau) befindet. Einzelne Briefe Rahels an Adelheid sind in der kurz nach Rahels Tod von ihrem Witwer Karl August herausgegebenen Briefsammlung Rahel. Ein Buch des Andenkens für ihre Freunde veröffentlicht worden. Über dem Sofa in Rahels Berliner Wohnung in der Mauerstraße stand ein Porträt Adelheids. Beide Frauen statteten sich häufig Besuche in Berlin ab, machten sich gegenseitige Geschenke und verbrachten im Jahr 1828 einen gemeinsamen Sommer in Muskau. Rahel und ihr Mann Karl August unterstützten Adelheid in ihren literarischen Ambitionen. Die Begegnung mit Goethe ging auf Vermittlung Karl August Varnhagens zurück. Auch nach dem Tod Rahels stand Adelheid weiter mit Karl August Varnhagen von Ense in persönlichem und brieflichem Kontakt.

## Nachlass
Adelheid von Carolath-Beuthen hat einen umfangreichen schriftlichen Nachlass hinterlassen. Teile davon befinden sich in der Sammlung Varnhagen. Darunter sind Briefe an Hermann und Lucie von Pückler-Muskau sowie an Rahel und Karl August Varnhagen von Ense. Der Hauptnachlass der Fürstin wird seit 2009 als Dauerleihgabe im Pückler-Archiv Branitz aufbewahrt und ist in den Jahren 2012/13 wissenschaftlich erschlossen worden.
Hauptbestandteil des Nachlasses ist die über 1400 Briefe umfassende und über dreißig Jahre geführte Korrespondenz Adelheids mit ihrer Mutter Lucie von Pückler-Muskau. Die Briefe sind eine der umfangreichsten Mutter-Tochter-Korrespondenzen des 19. Jahrhunderts und zugleich eine der wichtigsten Quellen zu Leben und Wirken der beiden Frauen, die aus dem kulturellen Gedächtnis lange Zeit verschwunden waren. Epochenübergreifend und zugleich höchst privat spiegeln die Briefe das aktuelle Tagesgeschehen, die politischen, gesellschaftlichen und kulturellen Ereignisse und Entwicklungen, die Lektüren, Moden, Vorlieben und Eigenarten der Zeit wider. Der Briefwechsel hat literarischen Charakter und diente vor allem Adelheid als poetisches Übungsfeld, wie etwa die zahlreichen selbst verfassten Verse und stilistisch ausgereiften Landschaftsbeschreibungen
zeigen. Über den Briefalltag der Schreiberinnen und zugleich über die Briefkultur der Zeit informieren sorgfältig ausgewählte Papiere, Wasserzeichen, Siegelmarken sowie verwendete Federn und Tinten. Die Dokumente sind in einem sehr guten Erhaltungszustand und von beeindruckender Materialität.
Zudem finden sich in dem Nachlass über 250 Briefe Adelheids an ihren Ehemann Heinrich von Carolath-Beuthen und ihre Töchter sowie über 100 Briefe ihres Vaters Karl Theodor zu Pappenheim. In dem Nachlass sind Briefentwürfe an Mitglieder des preußischen und englischen Königshauses erhalten geblieben. Auch zwei Briefe an ihren Großvater Karl August von Hardenberg, ein Briefentwurf an den Jesuiten und Freimaurer Ignaz Aurelius Feßler, der ihren Mann Heinrich in dessen Jugend unterrichtet hatte, und ein Briefentwurf an Rahel Varnhagen sind hier zu finden. Ferner sind zwei Notizbücher Adelheids sowie
Manuskripte, Abschriften, undatierte Handbillets, Gedichte, Noten und Haarlocken in dem Nachlass überliefert.

## Wirken als Autorin
Adelheid war sehr belesen. Zu ihren Lieblingsautoren gehörten Goethe, Friedrich von Matthisson, Heinrich Heine und
Paul Gerhardt. Zudem wollte Adelheid selbst als Autorin in Erscheinung treten. Zu ihren literarischen Vorbildern zählte die
französische Épistolaire Madame de Sévigné. Allerdings waren Adelheid nicht zuletzt wegen ihrer Rolle als Fürstin gesellschaftliche Grenzen gesetzt. Die meisten ihrer Manuskripte und Gedichte blieben unveröffentlicht. Zwei ihrer Gedichte wurden im Jahr 1831 in der Zeitschrift „Chaos“ veröffentlicht. Adelheid nutzte vor allem ihre Briefe als literarisches Übungs- und Wirkungsfeld.

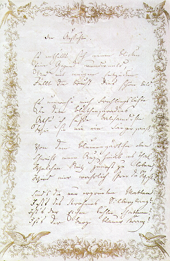
Autograph von Adelheid von Carolath-Beuthen mit dem Gedicht Die Aussicht, 1844

## Wirken als Landschaftsmalerin
Adelheid war zeichnerisch begabt. Ihre Mutter nannte sie in einem Brief in Anspielung auf den Landschaftsmaler Claude Lorrain „Claudia Lorraina“. Heinrich Mützel fertigte um 1850 eine Lithographie nach einer Zeichnung von Adelheid, die den Gasteiner Wasserfall zeigt, an. In den Briefen an die Mutter existieren zahlreiche Hinweise auf weitere Gemälde und Zeichnungen, die offenbar jedoch nicht erhalten geblieben sind.

## Nachleben
In Theodor Fontanes Erzählung Schach von Wuthenow tritt eine Fürstin Carolath als Nebenfigur auf, die Züge von
Adelheid von Carolath-Beuthen trägt. Fontane hat eine briefliche Äußerung Rahels über die Schönheit Adelheids aus der Briefsammlung Rahel. Ein Buch des Andenkens für ihre Freunde in leicht veränderter Form übernommen.

## Werke

### Landschaftsgestaltung
Adelheid von Carolath-Beuthen gestaltete gemeinsam mit ihrer Mutter Lucie von Pückler-Muskau in den Jahren 1820 bis 1848 einzelne Anlagen im Park von Carolath (Siedlisko), unter anderem das Terrain um die Villa Adelheid sowie ein im Carolather
Oderwald gelegenes Cottage.

### Gedichte
- Adelheid (von Carolath-Beuthen): Die Aussicht, in: Taschenbuch zum geselligen Vergnügen auf das Jahr 1824, S. 286.
- A. C. (Adelheid von Carolath-Beuthen): Im Herbst 1821 gedichtet. In: Chaos, 1831, Nr. 4, S. 16.
- Anonym (Adelheid von Carolath-Beuthen): Meinem Heinrich zu seinem Geburtstage. 29ten November, in: Chaos, 1831, Nr. 15, S. 59f.

Zudem sind zahlreiche unveröffentlichte Gedichte im Nachlass der Fürstin Adelheid überliefert.

### Zeichnungen und Gemälde
- Adelheid Fürstin von Carolath-Beuthen: Wildbad Gastein. Nach der Natur gemalt, überliefert als Lithographie von Heinrich Mützel, gedruckt bei Winckelmann und Söhne, Berlin um 1850.

### Überlieferte Briefe (Auswahl)
- Etwa 800 Briefe an Lucie von Pückler-Muskau, 1817 bis 1848.[20]
- Etwa 600 Briefe von Lucie von Pückler-Muskau, 1817 bis 1849.[21]
- Etwa 200 Briefe an Heinrich von Carolath-Beuthen, 1820 bis 1848.[22]
- 59 Briefe an Rahel Varnhagen, 1815–1832.[23]
- 1 Brief an Johann Wolfgang von Goethe, 1830.[24]
- 2 Briefe an Ottilie von Goethe, 1830 und 1844.[24]
- Etwa 100 Briefe von Karl Theodor zu Pappenheim, 1810 bis 1848.[25]